# Frankrijk op het Eurovisiesongfestival 1977
Frankrijk deed in 1977 voor de eenentwintigste keer mee aan het Eurovisiesongfestival. In de Britse hoofdstad Londen werd het land op 7 mei vertegenwoordigd door Marie Myriam met het lied L'oiseau et l'enfant. Myriam eindigde met 136 punten op de eerste plaats.

## Nationale voorselectie
Zender TF1 hield twee halve finales, gevolgd door een finale op 6 maart.

### Halve finales
In elke halve finale deden zeven liedjes mee, waarvan er drie naar de finale gingen. De stemming verliep via televoting.
| Volgorde | Artiest          | Lied                        | Punten | Plaats |
| -------- | ---------------- | --------------------------- | ------ | ------ |
| 1        | Gilles Marshall  | "Le centre du monde"        | 4213   | 4      |
| 2        | Delfine          | "Du côté de l'enfance"      | 5511   | 1      |
| 3        | Joël Prévost     | "Pour oublier Barbara"      | 3918   | 6      |
| 4        | Pierre Charby    | "Chacun sa chanson d'amour" | 4722   | 3      |
| 5        | Patricia Lavilla | "Vis ta vie"                | 3810   | 7      |
| 6        | Colin Verdier    | "La vie tu sais"            | 4881   | 2      |
| 7        | Maxime Piolot    | "Il faut partir"            | 4036   | 5      |

| Volgorde | Artiest          | Lied                   | Punten | Plaats |
| -------- | ---------------- | ---------------------- | ------ | ------ |
| 1        | Monique Pianéa   | "Je suis comme elle"   | 5001   | 2      |
| 2        | Corinne Colbert  | "La poupée"            | 4879   | 3      |
| 3        | Elisabeth Jérôme | "Dans les nuages"      | 3293   | 7      |
| 4        | Marie Myriam     | "L'oiseau et l'enfant" | 7164   | 1      |
| 5        | Millie           | "Un enfant peut-être"  | 4332   | 5      |
| 6        | Primevère        | "Dîtes-moi"            | 4489   | 4      |
| 7        | Arlène           | "Le cerf-volant"       | 3960   | 6      |

### Finale
De finale vond plaats op 6 maart en werd gepresenteerd door Evelyn Leclercq, Patrick Sébastien en Yves Lecoq. Ook hier werd de winnaar via televoting gekozen.
| Volgorde | Artiest         | Lied                        | Punten | Plaats |
| -------- | --------------- | --------------------------- | ------ | ------ |
| 1        | Delfine         | "Du côté de l'enfance"      | 6066   | 3      |
| 2        | Pierre Charby   | "Chacun sa chanson d'amour" | 3562   | 5      |
| 3        | Colin Verdier   | "La vie tu sais"            | 4845   | 4      |
| 4        | Monique Pianéa  | "Je suis comme elle"        | 2740   | 6      |
| 5        | Corinne Colbert | "La poupée"                 | 5765   | 2      |
| 6        | Marie Myriam    | "L'oiseau et l'enfant"      | 10178  | 1      |

## In Londen
In Londen trad Frankrijk als 18de en laatste land op, net na de inzending van België. Aan het einde van de puntentelling werd duidelijk dat Marie Myriam de overwinning had gegrepen met 136 punten, 15 punten meer dan Lynsey de Paul en Mike Moran uit het Verenigd Koninkrijk. Het was in totaal de vijfde Franse songfestivaloverwinning.

### Gekregen punten
Frankrijk kreeg van drie landen het maximaal aantal punten. Van Nederland ontving het acht punten en van België vier.

#### Finale
| 12 punten                           | 10 punten                                        | 8 punten    | 7 punten                   | 6 punten                       |
| ----------------------------------- | ------------------------------------------------ | ----------- | -------------------------- | ------------------------------ |
| - Duitsland - Finland - Zwitserland | - Ierland - Luxemburg - Israël - Italië - Spanje | - Nederland | - Griekenland - Oostenrijk | - Verenigd Koninkrijk - Zweden |
| 5 punten                            | 4 punten                                         | 3 punten    | 2 punten                   | 1 punt                         |
| - Portugal                          | - België - Monaco                                | - Noorwegen |                            |                                |

### Punten gegeven door Frankrijk

#### Finale
Punten gegeven in de finale:
| 12 punten | Verenigd Koninkrijk |
| 10 punten | Ierland             |
| 8 punten  | Nederland           |
| 7 punten  | Italië              |
| 6 punten  | Portugal            |
| 5 punten  | Monaco              |
| 4 punten  | Finland             |
| 3 punten  | Griekenland         |
| 2 punten  | Israël              |
| 1 punt    | Duitsland           |